# Enkät
En enkät är en undersökning som görs genom att samma frågor ställs till ett (vanligtvis ganska stort) antal personer, ofta skriftligt på ett frågeformulär. Frågorna ställs och besvaras ofta per telefon, där den uppringande fyller i svaren på blanketten. Det är så opinionsinstituten arbetar. Enkäter används allt oftare på internet dels genom formulär på webbplatser, dels genom att ett fönster med en pop-up öppnas. Enkäter skickas också med e-post, denna metod används ofta av företag eller skolor.

## Frågeformulär
Ett frågeformulär består av ett antal skrivna frågor. Det finns två huvudtyper av frågeformulär. Det finns frågeformulär med förhandsdefinierade svar, dels med angivna alternativa svar i flervalsfrågor, dels där svaret skall ges på en gradskala antingen i kryssrutor eller en skallinje. Den andra typen av frågeformulär är de med öppna svar där respondenten själv får formulera och skriva ner svaret. Frågeformulär med öppna svar används med fördel i de tidigare faserna (öppenhet, kreativitet) av ett projekt medan frågeformulär med fasta svar används senare i en mer bekräftande fas.
Filterfrågor används för att leda de intervjuade vidare i formuläret (till exempel "om du svarat Nej, gå vidare till fråga 12").

## Svarsfrekvens
Med svarsfrekvens avses antalet erhållna svar i förhållande till antalet möjliga svar. De ej erhållna svaren kallas bortfall.

## Bortfall
Bortfall avser de intervjupersoner som inte svarar, t.ex. för att de inte vill eller inte är hemma. Bortfallet anges ofta i procent. Ju större bortfall, desto sämre blir undersökningens tillförlitlighet.